# Абрамово (Новосибірська область)
Абрамово (рос. Абрамово) — село у Куйбишевському районі Новосибірської області Російської Федерації.
Входить до складу муніципального утворення Абрамовська сільрада. Населення становить 1222 особи (2010).

## Історія
Згідно із законом від 2 червня 2004 року органом місцевого самоврядування є Абрамовська сільрада.

## Населення
| 1926 | 2002  | 2007  | 2010  |
| ---- | ----- | ----- | ----- |
| 837  | ↗1091 | ↗1226 | ↘1222 |